# Apple I
Az Apple I vagy Apple-1 (kezdetben csak Apple Computer) személyi számítógépet Steve Wozniak tervezte 1975-ben és 1976-ban kezdték árusítani. E készülék üzleti értékesítésére hozták létre az Apple Computer céget és az Apple I, valamint továbbfejlesztett változata, az Apple II alapozta meg a cég későbbi sikereit.

## Fejlesztésének története

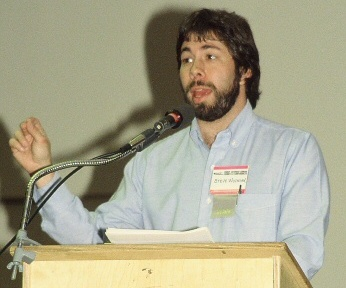
Steve Wozniak egyedül tervezte az Apple I áramkörét és operációs rendszerét

1975. március 5-én megalakult a főképp elektronikai amatőrök tapasztalatcseréjét segítő Homebrew Computer Club(en), aminek első találkozójára Wozniak is ellátogatott. Később úgy említi ezt az eseményt, hogy; „életem egyik legfontosabb éjszakája volt”. Ekkor ismerte meg az új Altair számítógépet és részletes betekintést nyert a mikroprocesszor specifikációjába. Aznap éjszaka kezdte el tervezni saját számítógépét. Elsőnek a technikailag legmegfelelőbb Intel 8080-as processzort szerette volna használni, de ez akkoriban megfizethetetlen volt számára. Egy munkatársa a HP-nál tudott szerezni Motorola 6800-as processzort 40 dollárét, de végül a feleannyiba kerülő MOS 6502-est választotta. A munkahelyén hónapokig tartó tervezéssel kezdte megalkotni a gépet és írni az üzemelést biztosító szoftvert.

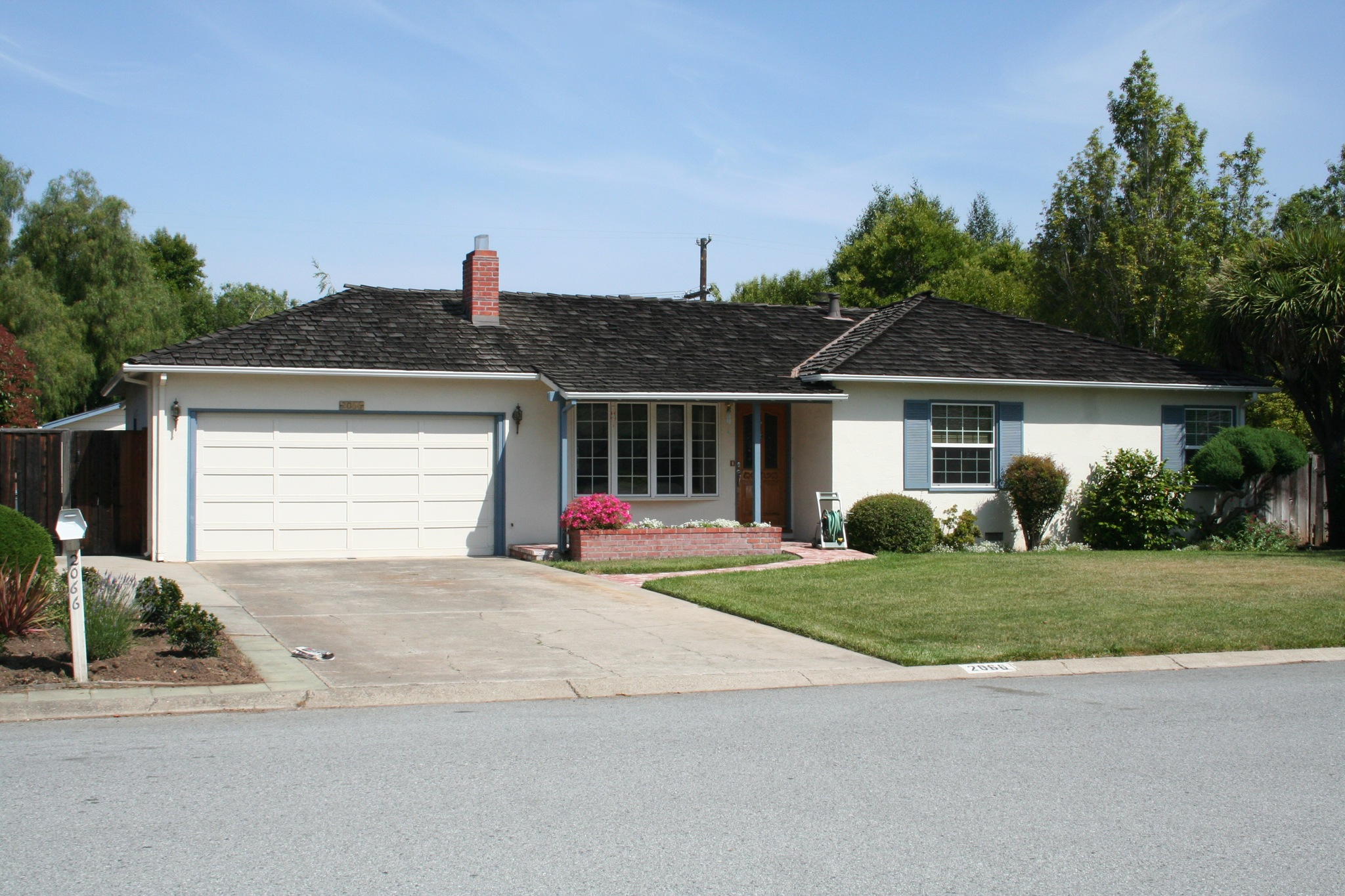
A Jobs család Los Altos-i otthona és a garázs, ahol a szerelés történt

1975. június 29-én sikerült elérnie, hogy a billentyűzeten lenyomott betű megjelent egy közönséges képernyőn. Wozniak barátját, Steve Jobsot lenyűgözték az elért eredmények, aki ezután segített az alkatrészek beszerzésében. Jobsszal bemutatták a Wozniak tervezte gépet a Homebrew Computer Club-ban is. Wozniak szándéka – és a klub szelleme szerint – ingyen rendelkezésre bocsátotta volna a terveit a tagoknak, de Jobs ellenzte az ötletet. Meggyőzte Wozniakot, hogy inkább gyártsanak le néhány készre tervezett nyomtatott áramkört és kezdjék azokat árusítani. Wozniak végül beleegyezett a kereskedelmi értékesítésbe és az ahhoz szükséges cégalapításba. Wozniak becsülete úgy diktálta, hogy mivel a gépet a HP-nál fejlesztette, így nekik ajánlja fel elsőnek, de a HP-t nem érdekelte az amatőröknek készült termék. Így 1976. április 1-jén mindhárman aláírták az Apple Computer alapító okiratait.
Elsőnek a Homebrew Computer Club-ban próbálták értékesíteni a készre tervezett nyomtatott áramkör lapokat, de lanyha volt az érdeklődés, hiszen népszerűbb volt az Intel processzor a MOS-énál, amire Wozniak alapozta gépét. Végül felkeltették Paul Terrell figyelmét, aki 1975-ben nyitott számítógépboltot. Jobs leszervezte az üzletet és Terrell feltétele annyi volt, hogy 50 db teljesen összeszerelt gépet venne át, darabját 500 dollárért, így ő lett az Apple első viszonteladója. A rendelés teljesítéséhez 15 ezer dollár értékű alkatrészekre volt szükség, amit Jobs csak nehezen tudott megszerezni. A megrendelés teljesítésére egy hónapjuk volt és az összeszerelést Jobsék garázsában végezték barátok és Jobs mostohahúga közreműködésével.
Az Apple I. se tápegységgel, se monitorral, se burkolattal, de még billentyűzettel sem rendelkezett, csak a készre szerelt áramköri lap volt a szükséges csatlakozóhelyekkel. Terrell, habár kidolgozottabb terméket várt, végül is átvette őket. A cég az 50 darabos megrendelés teljesítéséből újabb készülékeket tudott gyártani, így közvetlenül is értékesítettek gépeket 666,66 dollárért. Az ár sátáni jelentéséről Wozniak és Jobs nem tudtak, – amíg nem érkeztek panaszok –, ők inkább az ismétlődő számsor szépségét látták benne. A gépet bemutatták az 1976-os Interface Age magazinban is. 1977-ben aztán a gép ára már csak 475 dollár volt.
Habár a számítástechnika történetében fontos az Apple I személyi számítógép, de a tömeges közönségsikert a továbbfejlesztett és kiforrottabb Apple II érte el. Tanulva a tapasztalatokból és értékelve a visszajelzéseket a jóval átgondoltabb és továbbfejlesztett új gépváltozat gyorsan megjelent, így az Apple I-es értékesítése – akkoriban rövid időnek számító – kevesebb, mint két éven belül (1977-ben) befejeződött. A gép a ma ismert „Apple I” elnevezést értelemszerűen később, az Apple II tervezésének megkezdésekor nyerte el.

## Az Apple I kultusza
Az Apple I nem csupán elektro- és komputertechnika-történeti különlegesség – ami csupán alig kétszáz példányban készült el –, hanem relikvia is, mint az Apple cég legendás első terméke. Ráadásul ezen modellek összeszerelése kézzel történt, amit részben maguk a cégalapítók végeztek el. Az erős marketing és Steve Jobs karizmatikus személyisége olyan hatással bírt, amit többször már valláshoz hasonló mechanizmusúnak tituláltak. Ezen okok miatt komoly érdeklődés van a még működő példányokra az aukciós kereskedelemben. 1999-ben 50 000 dollárért kelt el egy példány, majd 2010-ben jelentősen felértékelődött, ugyanis egy olyan példány került eladásra a Christie's aukciósházban, aminek még megvolt az eredeti csomagolása, egy Steve Jobstól származó aláírt levéllel együtt. Így a megnövekedett eszmei érték miatt a gép végül 210 000 dollárért kelt el. 2012-ben pedig egy német aukciósház által 500 000 euróért vagyis közel 650 000 dollárért adtak el egy korai példányt. 2013-ban a szakmának nagyjából 50 megmaradt példányról volt tudomása, amelyből mindössze hat volt működőképes.
A keresletet felismerve az átlagos keresetű rajongók számára 2003 óta megvásárolható az Apple I másolata is 200 dollárért, „replica 1” néven.

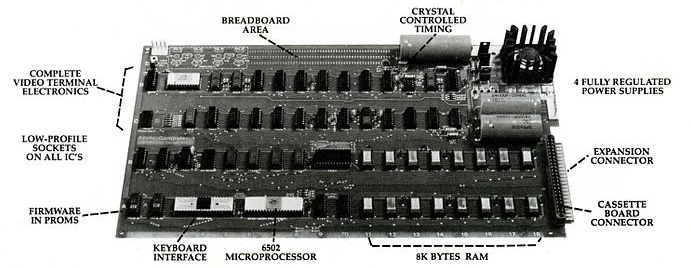
Az Apple I felépítése

## Perifériák
Az Apple I esetén a cég még semmilyen egyedi Apple perifériát nem fejlesztett és így nem is értékesített a számítógéphez. A felhasználóknak nem csak tápegységről és burkolatról kellett maguknak gondoskodniuk, hanem a billentyűzetről (ASCII), a monitorról és igény esetén a kazettás rögzítőeszközről is. Habár a nyilvánvaló hiányos szolgáltatásokat pótolták a következő modellnél, az Apple I nagyszerűsége az volt, hogy a kiegészítők esetén nem volt szükség drága és speciális eszközökre.
Monitornak (a később népszerű C64-hez hasonlóan) elég volt egy olcsó (kompozit) TV készülék, ami minden háztartásban megtalálható volt.
Később lehetővé vált 72 dollárért egy opcionális csatlakozó kártyát venni, ún. Apple Cassette Interface (ACI) amely segítségével a géphez kapcsolható volt egy közönséges kazettás magnó felvevő készülék. Ezáltal aztán rögzíthetőek voltak adatok, ami fontos kiegészítő volt, hiszen az Apple I nem rendelkezett beépített adatrögzítő egységgel. Habár elvileg bármely felvételre alkalmas kazettás magnó megfelelt a célra, de a melléklet használati utasításban praktikus tanácsokkal látták el a vásárlókat. Kiemelten javasolták a Panasonic RQ2102-es modell használatát, ami kevesebb mint 40 dollár volt akkoriban és praktikussági okokból a számláló fontosságára is felhívták a figyelmet, hogy az adatok helye lokalizálható legyen a magnókazettán.

## Az Apple számítógépek az időben
| Az Apple számítógépek idővonalon |
| --- |
| |
| A színek kezdete a bemutató időpontja, a forgalmazás több esetben is hónapokkal később kezdődött. Megeshet, hogy egy csík végét kitakarja egy másik csík eleje. Előfordul, hogy a gyártás befejezését követően még egy ideig forgalomban marad a gép adott verziója. Az egyes eszközök technikai paraméterei a MacTracker alkalmazásból származnak. A Macintosh XL azért szerepel a grafikonon, mert technikailag a Lisa 2 utóda, de a neve miatt a Compact Macintosh számítógépek közé szokás besorolni. |